# Listrocerum fuscoapicalis
Listrocerum fuscoapicalis är en skalbaggsart som först beskrevs av Stefan von Breuning 1961.  Listrocerum fuscoapicalis ingår i släktet Listrocerum och familjen långhorningar. Inga underarter finns listade i Catalogue of Life.